# Augustin-François Silvestre

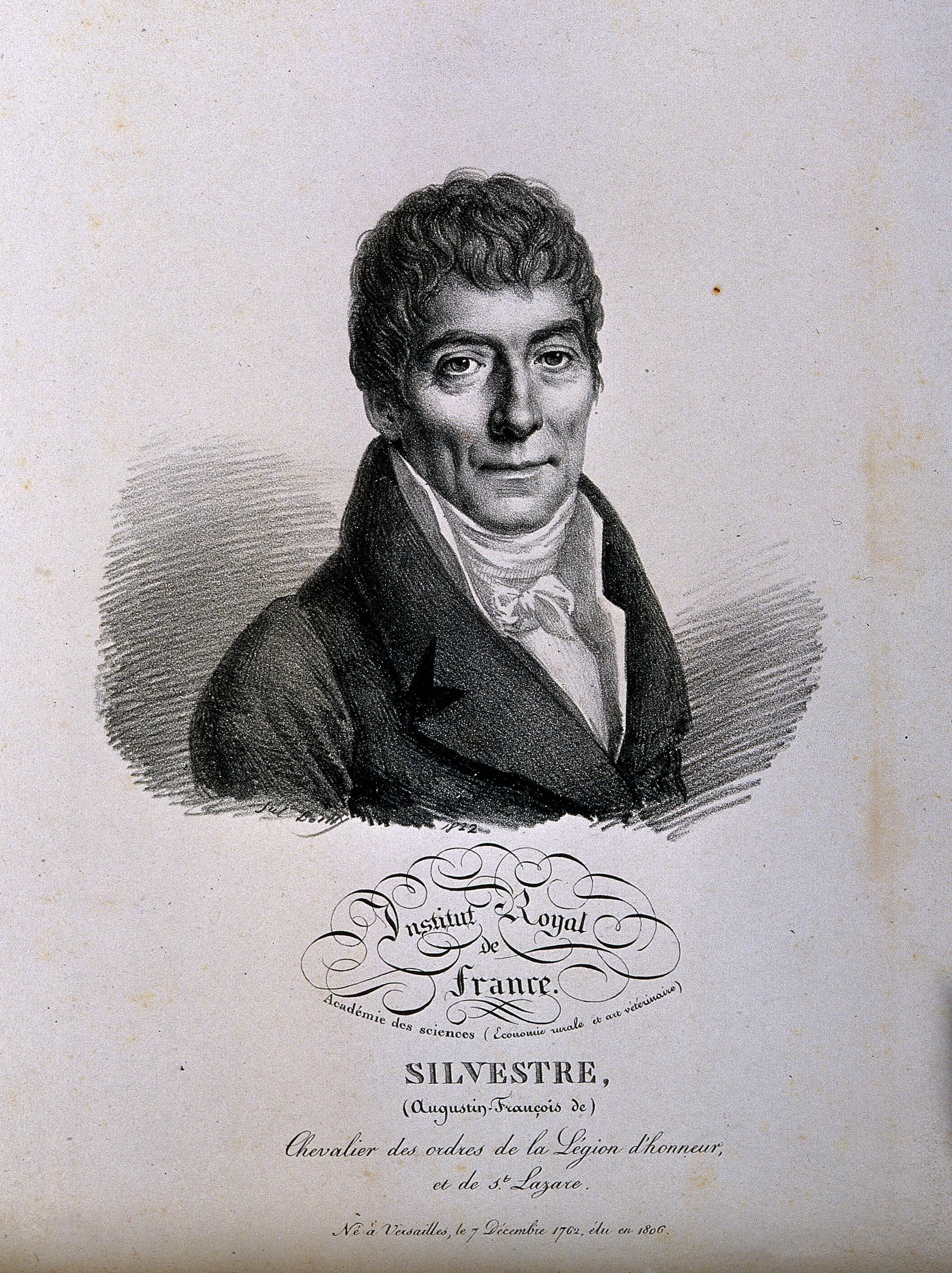

Augustin-François Silvestre (ur. 3 grudnia 1762 w Wersalu, zm. 4 lipca 1855 w Paryżu) – francuski bibliotekarz i urzędnik, członek Francuskiej Akademii Nauk, osobisty bibliotekarz króla Francji Karola X.

## Życiorys
Urodził się 3 grudnia 1762 w Wersalu. W 1782 został królewskim bibliotekarzem i lektorem Ludwika XVI. Po powrocie Ludwika XVIII z wygnania do Francji powrócił na stanowisko osobistego bibliotekarza i lektora króla.
W 1784 został kawalerem Połączonych Zakonów św. Łazarza z Jerozolimy i NMP z Góry Karmel. W 1788 został członkiem Stowarzyszenia Filomatów, gdzie przez następne 14 lat był sekretarzem. Był także kawalerem Legii Honorowej.
W 1816 został mianowany sędzią herbowym w Radzie Oficerów połączonych zakonów.
W uznaniu jego naukowych i urzędowych zasług 1826 otrzymał od króla Karola X tytuł barona.
Od 1831 po śmierci Jana Ludwika de Beaumont, markiza d’Autichamp wraz z Józefem Bon, baronem Dacier oraz księdzem Picot (kapelanem zakonnej kapituły i opatem Wersalu) zarządzał Radą Oficerów Zakonu Rycerzy św. Łazarza z Jerozolimy, (po zlikwidowaniu przez rewolucję 1830 roku państwowych zakonów rycerskich i tym samym zniesieniu unii personalnej Zakonu św. Łazarza z Królewskim Zakonem Najświętszej Marii Panny z Góry Karmel). Od 1833 do 1841 był de facto zwierzchnikiem zakonu św. Łazarza). W 1841 Rada Oficerów przekazała namiestnictwo nad zakonem jedynemu ówcześnie urzędującemu katolickiemu patriarsze Jerozolimy Maksymosowi III Mazloum, który objął także religijny i prawny (na zasadzie rum millet) protektorat nad pozostającą od 1830 bez państwowej opieki Radą Zakonu św. Łazarza.

## Życie prywatne
Był żonaty z Konstancją Garre (od 2 grudnia 1793. Mieli troje dzieci: Adelajdę Zofię, Adelajdę Luizę, Edwarda.